# Landkreis Anhalt-Bitterfeld
Landkreis Anhalt-Bitterfeld är ett distrikt (Landkreis) i det tyska förbundslandet Sachsen-Anhalt som skapades vid en reform den 1 juli 2007 genom fusion av de tidigare distrikten Landkreis Bitterfeld och Landkreis Köthen. Huvudorten är Köthen.

## Politik
Parlamentet av Landkreis Anhalt-Bitterfeld har 54 mandat.
| Parti                  | Mandat |
| CDU                    | 16     |
| SPD                    | 11     |
| DIE LINKE              | 11     |
| FDP                    | 4      |
| Bündnis 90/Die Grünen  | 2      |
| NPD                    | 2      |
| flera obreoende listor | 8      |

## Administrativ indelning
I förvaltningsrättslig mening finns i modern tid ingen skillnad mellan begreppet Stadt (stad) gentemot Gemeinde (kommun). Följande kommuner och städer ligger i Landkreis Anhalt-Bitterfeld: 

### Städer
| - Aken (Elbe) - Bitterfeld-Wolfen | - Köthen (Anhalt) - Raguhn-Jeßnitz | - Sandersdorf-Brehna - Südliches Anhalt | - Zerbst/Anhalt - Zörbig |

### Kommuner
| - Muldestausee | - Osternienburger Land |  |  |